# Ferenc Bánki
Ferenc Bánki (Budapest, 20 gennaio 1926 – Budapest, 22 febbraio 2007) è stato un cestista e allenatore di pallacanestro ungherese.

## Carriera
Da allenatore ha guidato l'Ungheria ai Campionati europei del 1966.